# مانويل روداس
مانويل روداس (بالإسبانية: Manuel Rodas)‏ هو دراج غواتيمالي، ولد في 5 يوليو 1984 في La Esperanza, Quetzaltenango ‏ في غواتيمالا.

## وصلات خارجية
- مانويل روداس على موقع أرشيف الدراجات (الإنجليزية)
- مانويل روداس على موقع إحصائيات الدراجات الإحترافية (الإنجليزية)
- مانويل روداس على موقع نسبة الدراجات (الإنجليزية)
- مانويل روداس على موقع أوليمبيديا (الإنجليزية)